# Třída Yıldız
Třída Yıldız je třída raketových člunů tureckého námořnictva. Celkem byly postaveny dvě jednotky této třídy. Obě jsou stále v aktivní službě.

## Stavba
Konstrukce této třídy vychází z typové řady FPB 57 německé loděnice Lürssen, na základě které už turecké námořnictvo získalo osm jednotek třídy Doğan. Plavidla mají stejný trup a výzbroj, liší se použitý bojový řídící systém a další elektronika. Obě jednotky této třídy byly postaveny přímo v Turecku. Loděnice poté přešla na dále vylepšenou třídu Kılıç.
Jednotky třídy Yıldız:
| Jméno           | Spuštěna        | Vstup do služby | Status  |
| --------------- | --------------- | --------------- | ------- |
| Yıldız (P-348)  |                 | 3. června 1996  | aktivní |
| Karayel (P-349) | 20. června 1995 | 19. září 1996   | aktivní |

## Konstrukce
Plavidla jsou vybavena bojovým řídícím systémem STACOS-FD Mod 4. Nesou navigační radar KH1007, přehledový radar Plessey AWS-6, radar pro řízení palby Siemens Albis TMX-CW a optotronický systém řízení palby LIOD Mk 2.
Výzbroj této třídy je shodná s třídou Doğan. Hlavňovou výzbroj tvoří jeden dvouúčelový 76mm kanón OTO Melara Compact v dělové věži na přídi a 35mm dvojkanón Oerlikon ve dělové věži na zádi. Doplňují je dva 7,62mm kulomety. Údernou výzbroj tvoří až osm protilodních střel RGM-84C Harpoon (třída Doğan nese střely starší verze A). Pohonný systém tvoří čtyři diesely MTU 16V 956 TB91. Nejvyšší rychlost dosahuje 36,5 uzlu.